# Triscelophorus monosporus
Triscelophorus monosporus är en svampart som beskrevs av Ingold 1944. Triscelophorus monosporus ingår i släktet Triscelophorus, divisionen sporsäcksvampar och riket svampar.   Inga underarter finns listade i Catalogue of Life.